# Renato d'Angiò
Renato di Valois-Angiò, noto come Renato I di Napoli, detto il Buono (Angers, 16 gennaio 1409 – Aix-en-Provence, 10 luglio 1480), fu Duca d'Angiò e Conte di Provenza e di Forcalquier dal 1434, Duca di Bar dal 1430, e Duca di Lorena dal 1431 al 1453 come consorte di Isabella di Lorena. Fu anche Re di Napoli dal 1435 al 1442, anno della sua deposizione e cacciata dal Regno per mano di Alfonso V, re d'Aragona.
Fu inoltre Re titolare di Gerusalemme dal 1438, Re titolare d'Aragona (con incluse Sicilia, Sardegna, Maiorca e Corsica) dal 1466, e, dopo la sua deposizione, anche Re titolare di Napoli dal 1442.
Suo fratello Luigi III era stato designato come erede del Regno di Napoli dalla regina Giovanna II, ultima degli Angiò-Durazzo; tuttavia questi morì prima della regina, nel 1434, e tutti i titoli passarono a Renato. Fu per questo motivo che Renato divenne il primo, ma anche l'ultimo, re di Napoli della dinastia dei Valois-Angiò.

## Biografia
Renato nacque nel castello di Angers, terzogenito (secondo maschio) del conte di Provenza e re titolare di Napoli, Luigi II d'Angiò, e di Iolanda di Aragona, il 16 gennaio 1409. I suoi genitori erano conosciuti anche come i "Re e Regina dei Quattro Regni": Sicilia, Gerusalemme, Cipro, e Aragona. Un'altra interpretazione ha inteso invece il titolo di regno di Napoli separato da quello di Sicilia, escludendo Cipro. Allorché nel 1410 il trono d'Aragona rimase vacante per la morte di Martino I, deceduto senza eredi, Iolanda, figlia di Giovanni I, predecessore di Martino, rivendicò la corona per il fratello di Renato, il primogenito, Luigi, di appena sei anni. A seguito del Compromesso di Caspe del 1412 fu però preferito ed eletto come re d'Aragona Ferdinando di Antequera, della dinastia castigliana.

### Ducati di Lorena e di Bar

Stemma dei duchi di Lorena Renato d'Angiò, Giovanni II e Nicola I

Nel 1417, alla morte del padre Luigi II, Renato e i fratelli, insieme al delfino Carlo, il futuro Carlo VII di Francia, vennero posti sotto la tutela della madre Iolanda. Il più anziano, Luigi III, ereditò la corona di Sicilia e il ducato d'Angiò; Renato divenne Conte di Guisa. In seguito al contratto di matrimonio (1420) con Isabella, figlia più anziana di Carlo II di Lorena, Renato ereditò il ducato di Bar, rivendicandolo quale eredità di sua madre Iolanda e diritto di sua moglie, erede del ducato di Lorena sotto la tutela di Carlo II di Lorena e del cardinale Luigi I di Bar. Nel 1424 Isabella diede alla luce il primo dei nove figli di Renato. Entrambe le signorie ducali erano feudi del duca di Borgogna Filippo III il Buono, ma Renato mantenne ugualmente il diritto di usare lo stemma degli Angiò. Nel 1422 Renato divenne cognato del delfino di Francia, Carlo, che ne sposò la sorella, Maria d'Angiò, divenuta poi regina di Francia.
Anche per questo egli non apparteneva alla fazione borgognona e unendosi all'esercito francese a Reims nel 1429 fu presente all'incoronazione di Carlo VII. Quando Luigi I di Bar morì nel 1430, Renato entrò in possesso del suo ducato e nell'anno successivo alla morte del suocero, Carlo II, gli succedette nel Ducato di Lorena. Ma quest'ultima eredità veniva rivendicata anche dall'erede maschio Antonio di Vaudémont che con l'aiuto dei borgognoni sconfisse Renato a Bulgnéville nel luglio del 1431. La duchessa Isabella strinse una tregua con Antoine de Vaudémont, ma il duca rimase prigioniero dei borgognoni fino all'aprile del 1432, quando venne liberato sulla promessa di cedere come ostaggi i suoi due figli Giovanni e Luigi. Il suo titolo di duca di Lorena venne confermato dal suo signore feudale, l'imperatore Sigismondo a Basilea nel 1434. Questo suscitò l'ira del duca di Borgogna, Filippo III che gli richiese all'inizio dell'anno successivo di ritornare in sua custodia, dalla quale venne rilasciato più tardi dietro il pagamento di un pesante riscatto.

### Re di Napoli

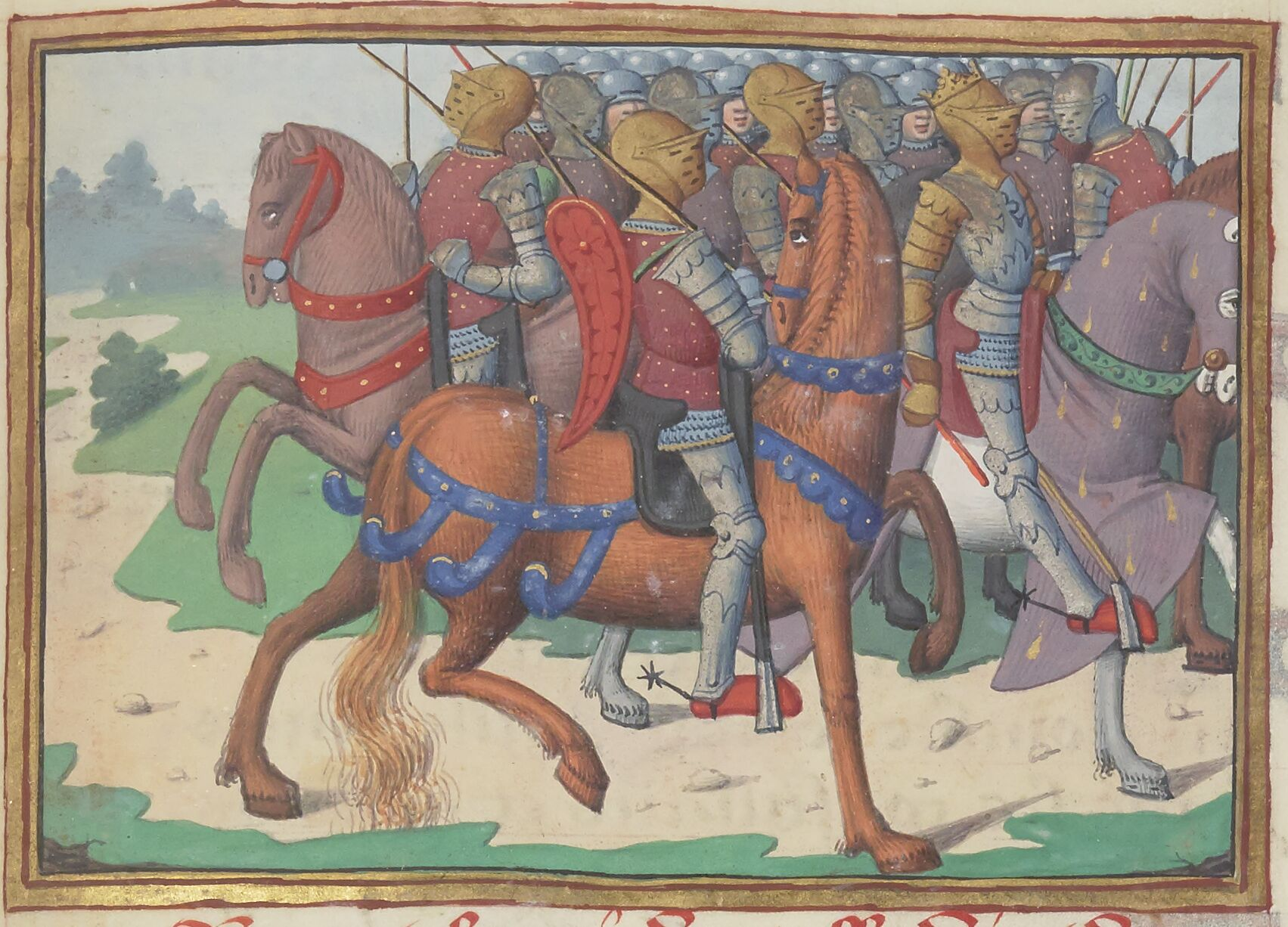
Miniatura di Renato d'Angio con il suo esercito

Il 12 novembre 1434 il fratello, Luigi III, morì di malaria senza avere potuto accedere al diritto dinastico al trono del Regno di Napoli, faticosamente conquistato. La regina di Napoli, Giovanna, ormai anziana, dispose nel proprio testamento che alla sua morte la corona passasse al fratello di Luigi, Renato d'Angiò e, il 2 febbraio 1435, si spense anch'ella, neppure tre mesi dopo Luigi III.
Alfonso V di Aragona, che era stato adottato prima di Luigi III e poi era stato ripudiato da Giovanna II, cercò di riprendersi il regno di Napoli con le armi, partendo dal suo regno di Sicilia, ma inizialmente andò incontro alla sconfitta navale di Ponza. Renato arrivò poco dopo a Napoli via mare, città che sino ad allora era stata governata in suo nome dalla duchessa Isabella, per condurre la guerra contro gli Aragonesi.
Dopo un primo periodo favorevole agli Angioini, nel 1441 Alfonso pose l'assedio a Napoli che conquistò dopo circa sei mesi, il 2 giugno 1442. Renato ritornò in Francia quello stesso anno e, sebbene conservasse il titolo di re di Napoli, non ne recuperò mai il potere effettivo. Tentativi successivi di recuperare i suoi diritti in Italia fallirono. Risiedette allora per lungo tempo a Tarascona, nell'omonimo castello.

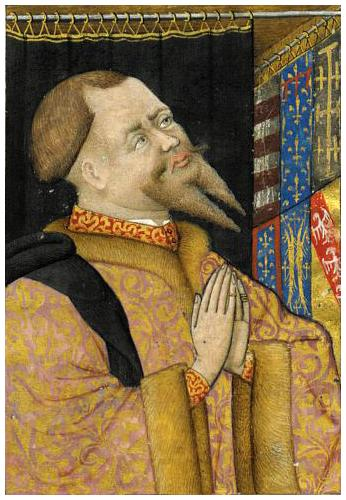
Miniatura del re di Napoli Renato d'Angiò

In particolare, alla morte di Alfonso, avvenuta nel 1458, il figlio di Renato, Giovanni II di Lorena - che aveva continuato a farsi chiamare duca di Calabria - con l'appoggio sia diplomatico che finanziario dello zio, il re di Francia Carlo VII, tentò una vigorosa offensiva contro il figlio illegittimo e successore di Alfonso, Ferrante d'Aragona (curiosamente, mentre il delfino, Luigi, in disaccordo con il padre, aiutava Ferrante d'Aragona). Giovanni in quell'anno aveva riconquistato Genova alla Francia ed era stato acclamato governatore. Poi, nell'ottobre del 1459, salpò da Genova per Napoli ma all'arrivo la sua flotta genovese fu sconfitta. Giovanni sbarcò alla foce del Volturno, si riorganizzò e, per due anni, compì splendide gesta belliche, ma alla fine la campagna si risolse in un disastro, poiché, dopo la sconfitta di Troia, fu abbandonato da tutti i nobili più influenti del regno; gli rimanevano Ischia e Castel dell'Ovo, dove fu raggiunto dal padre Renato che, arrivato dalla Provenza, si rese conto dell'inutilità della causa e lo convinse a rientrare in Francia (1461).

### Governo dei feudi in Francia e Provenza

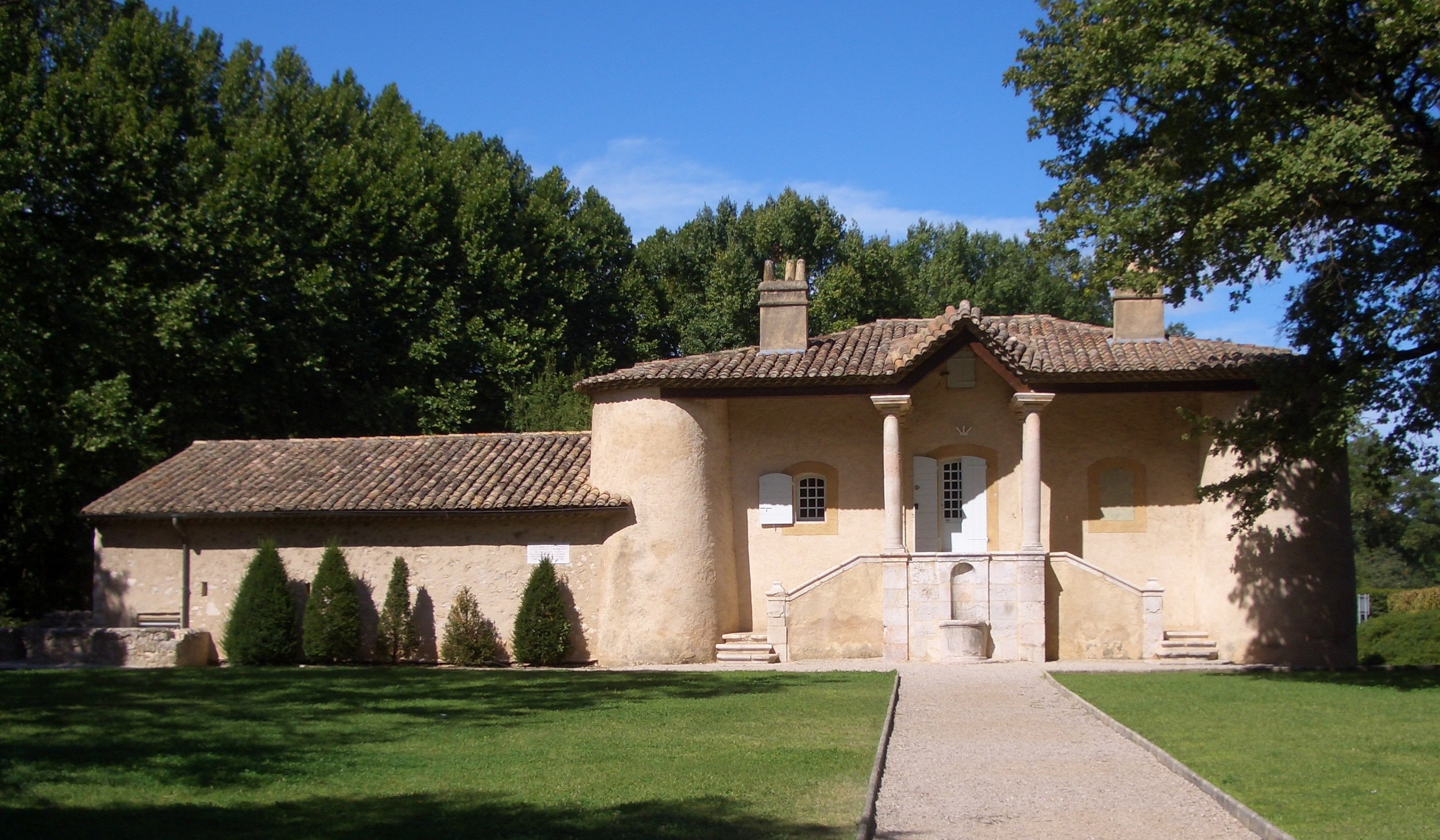
Padiglione di Renato d'Angiò

Sua madre Iolanda, che aveva governato l'Angiò in sua assenza, morì nel 1443. Renato prese parte ai negoziati con gli Inglesi a Tours nel 1444, nell'ambito della guerra dei Cent'anni, e consolidò la pace con il matrimonio a Nancy della sua figlia più giovane Margherita d'Angiò con Enrico VI d'Inghilterra. Il matrimonio di Maria di Borbone, nipote di Filippo di Borgogna, con Giovanni II di Lorena, figlio primogenito di Renato, avvenuto nel 1444, cementò la pace tra i due principi. Dopo avere nominato un reggente in Bar e in Lorena, egli visitò le province di Angiò e di Provenza. Renato cedette il governo della Lorena a Giovanni, duca di Calabria, che comunque venne formalmente insediato come duca di Lorena solo dopo la morte della regina Isabella nel 1453.

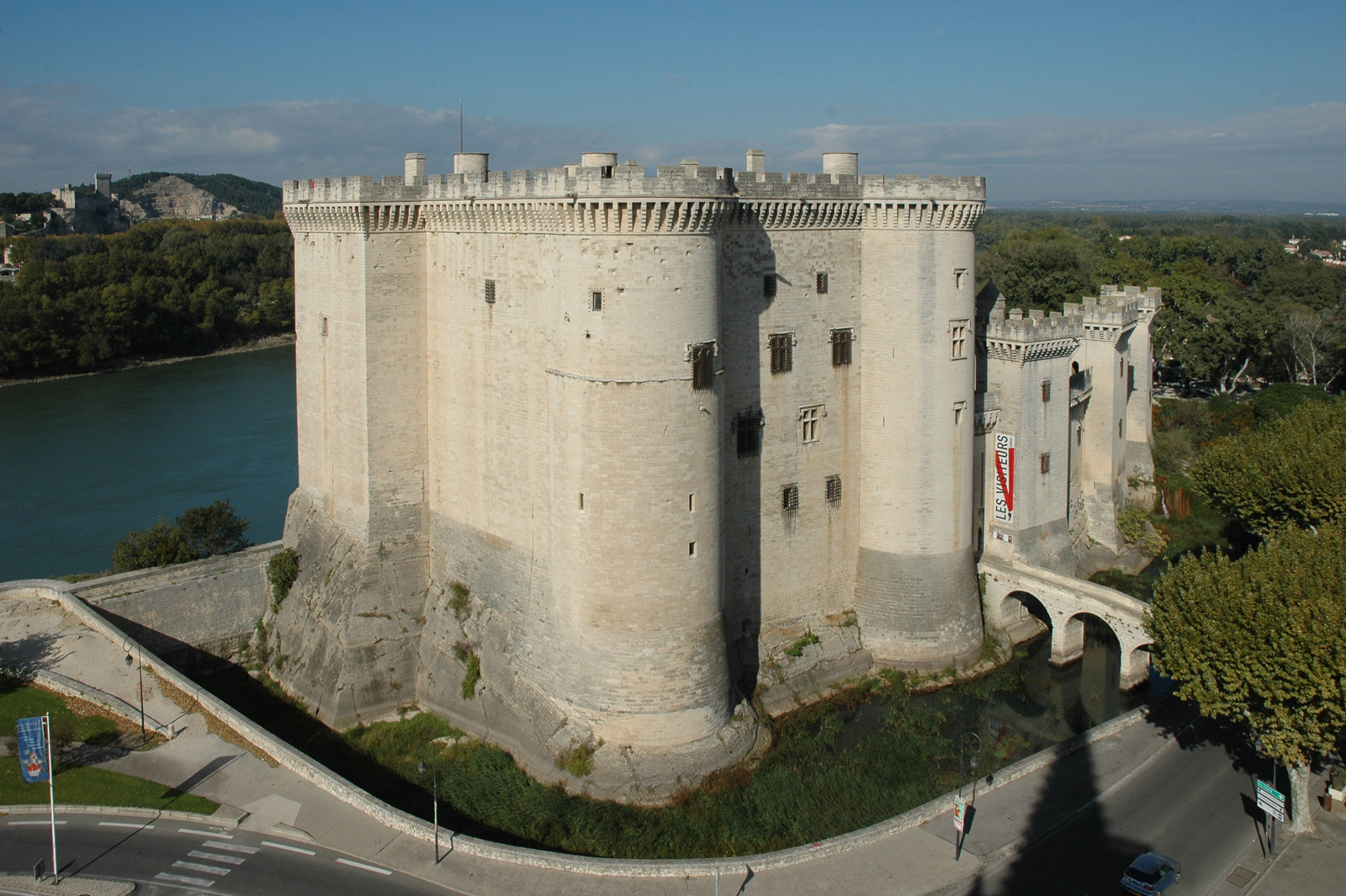
Castello di Renato a Tarascona

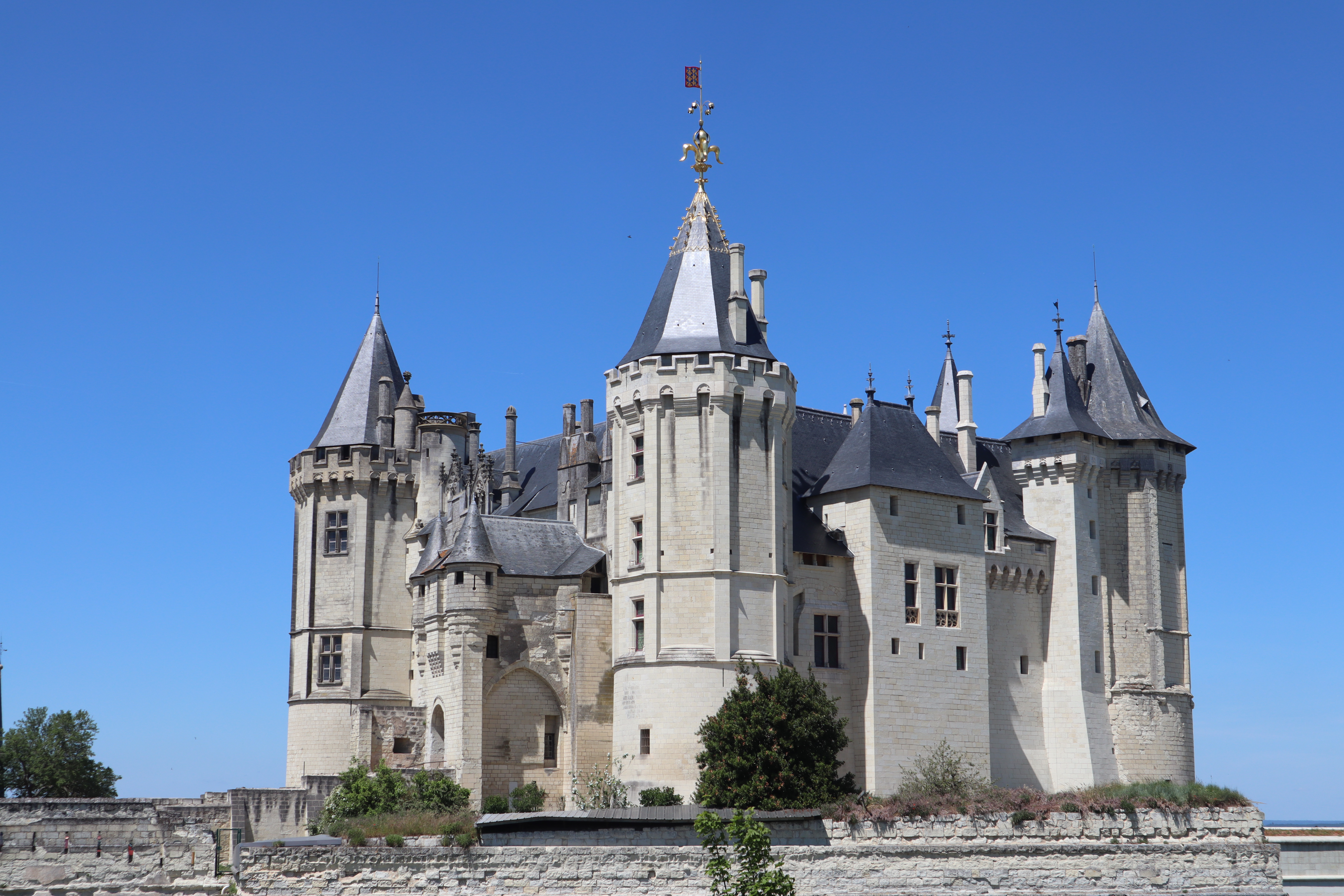
Nel Castello di Saumur, Angiò, il re Renato passò gli ultimi anni di vita,.

Renato godeva della fiducia di Carlo VII e si dice che abbia dato via alla riduzione dei soldati professionisti iniziata dal re, con le cui operazioni militari contro gli Inglesi egli era strettamente associato. Entrò con lui in Rouen nel novembre del 1449 e fu con lui anche a Formigny e Caen. Su invito di Carlo VII, Renato si recò nel 1450 nel Ducato di Milano per portare aiuto a Francesco Sforza, in lotta contro gli Orléans, per il possesso del ducato. Dopo il suo secondo matrimonio con Jeanne de Laval, figlia di Guy XIV de Laval, e di Isabella di Bretagna, Renato diminuì il suo impegno negli affari pubblici e si dedicò maggiormente a quelli artistici e letterari.

### Regno d'Aragona
Nel 1466 le cortes catalane, in guerra con il re Giovanni II di Aragona, offrirono la corona del regno di Aragona a Renato, in quanto egli era discendente di uno degli aspiranti alla corona d'Aragona, vacante dalla morte del re Martino I di Aragona, avvenuta nel 1410 e la cui successione fu poi decisa da un arbitrato, che portò al Compromesso di Caspe (1412). Renato d'Angiò accettò e inviò in Catalogna il proprio figlio ed erede, il duca di Calabria Giovanni II di Lorena-Angiò, nominandolo principe di Gerona, quindi erede al trono aragonese. Giovanni II di Lorena-Angiò prese l'iniziativa ottenendo successi militari che costrinsero Giovanni II d'Aragona a ritirarsi nel regno di Valencia ma, quando sembrava che egli potesse avere la meglio, morì improvvisamente, apparentemente avvelenato (16 dicembre 1470).
Allora le sorti del conflitto mutarono, anche perché, con il matrimonio (1469) tra il figlio di Giovanni II d'Aragona, Ferdinando, e l'erede al trono di Castiglia, Isabella di Castiglia, Giovanni II era riuscito a ottenere l'alleanza militare della Castiglia. Infatti, nel corso del 1471, Giovanni II d'Aragona riuscì a recuperare l'Aragona e buona parte della Catalogna e a porre sotto assedio Barcellona (assedio che durerà sino all'8 ottobre del 1472). Il giovane nipote di Renato, Nicola I di Lorena-Angiò (figlio di Giovanni), si apprestava a proseguire la lotta del nonno e del padre, ma morì già nel 1473, facendo spegnere le speranze angioine su Napoli e l'Aragona.

### Gli ultimi anni
In età avanzata le fortune di Renato e della sua casata dunque declinarono: come detto il suo erede morì probabilmente avvelenato mentre si trovava in Catalogna impegnato nella conquista del regno d'Aragona. A sua volta il nipote Nicola perì nel 1473, forse avvelenato dallo zio Luigi XI di Francia, lasciando il suo feudo alla zia Iolanda d'Angiò, che la portò perciò in dote ai cugini Vaudémont. Come se non bastasse la figlia di Renato, Margherita d'Angiò, venne sconfitta nella Guerra delle due rose: il marito Enrico VI d'Inghilterra e il figlio Edoardo di Lancaster vennero uccisi ed ella stessa fu presa in ostaggio e dovette essere riscattata da Luigi XI nel 1476. Renato II di Lorena-Vaudemont, nipote di Renato per parte di sua figlia e unico discendente maschio rimasto, passò dalla parte di Luigi XI, che sospettava il re Renato di essere dalla parte dei suoi nemici: il duca di Bretagna, Francesco II di Bretagna e il conestabile Saint-Pol.
Re Renato si ritirò definitivamente in Provenza e nel 1474 stese un testamento con il quale lasciava il Ducato di Bar al suddetto nipote Renato II, duca di Lorena; mentre l'Angiò e la Provenza li lasciò a un altro nipote, il conte del Maine, Carlo V d'Angiò, figlio di suo fratello Carlo IV d'Angiò-Maine. Luigi XI si impossessò dell'Angiò e di Bar e due anni più tardi tentò di obbligare Renato a scambiare i due ducati con una pensione. L'offerta venne rifiutata, ma ulteriori negoziati assicurarono alla corona l'eredità del ducato d'Angiò mentre l'annessione della Provenza venne solo posposta fino alla morte del conte di Maine.
Nel 1475 il duca di Borgogna invase la Lorena, ma fu sconfitto e ucciso nel 1477 dalle truppe di Renato II e degli Svizzeri nella battaglia di Nancy. Maria di Borgogna sposò subito l'imperatore Massimiliano I d'Asburgo per salvare gran parte dei suoi domini, ma il ducato di Borgogna vero e proprio rimase tra i domini reali francesi. Renato morì il 10 luglio 1480 a Aix-en-Provence, assistito da sua figlia Margherita. Ella era stata liberata dagli Inglesi grazie a Luigi XI dietro il pagamento di un enorme riscatto, ma dovette rinunciare alle sue pretese ereditarie sull'Angiò, che divenne territorio del re di Francia.
Alla sua morte Renato venne sepolto nella cattedrale di Angers, insieme alla sua prima moglie, nonostante i Provenzali lo volessero mantenere nella loro regione: la seconda moglie Jeanne de Laval dovette nascondere il corpo in un barile per portarlo via. Le sue opere caritatevoli gli guadagnarono il soprannome di "il Buono". Nel 1464 aveva istituito l'Ordine della Luna Crescente, che fu anteriore alla fondazione regale di St. Michael, ma che non sopravvisse a Renato. Tuttavia molti pensano che il suo lavoro politico sia stato sopravvalutato e certi storici affermano che la sua "bontà" sia stata solo una maschera. Di sicuro, comunque, Renato contribuì alla ripresa dell'economia angioina, seriamente compromessa all'inizio del Quattrocento dalla peste (1347-1350) e dalla guerra dei cent'anni (1337-1453).

## Renato e le arti

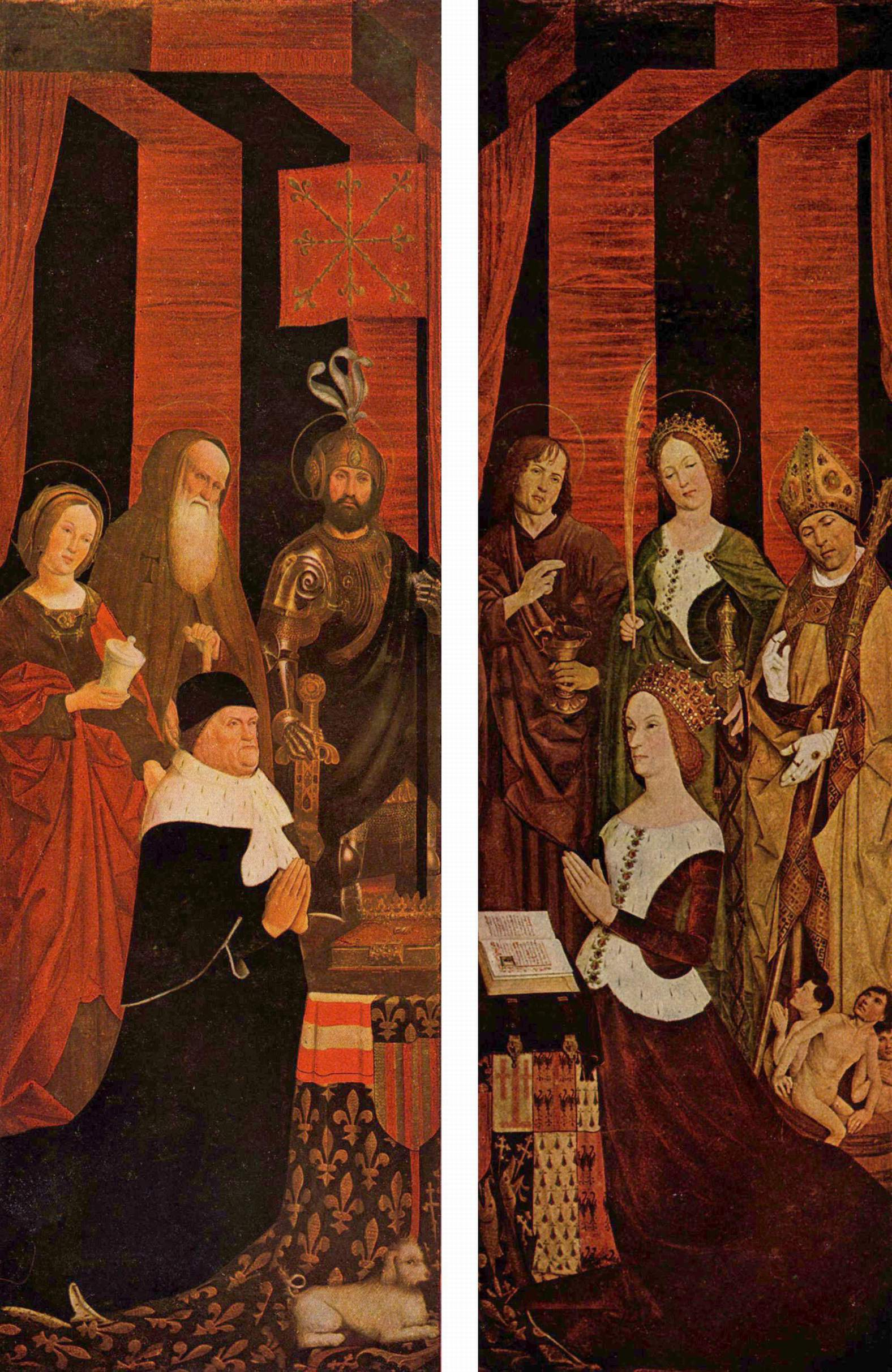
Dettaglio del trittico Buisson Ardent che mostra Renato e sua moglie Jeanne de Laval

A causa della fama di Renato come pittore dilettante gli vennero attribuiti molti dipinti in Angiò e in Provenza, in molti casi semplicemente perché vi era il suo stemma. Queste opere sono generalmente di stile fiammingo e furono probabilmente eseguite sotto il suo patronato e la sua direzione, quindi si potrebbe dire che formò una scuola di arti in scultura, pittura, oreficeria e arazzi. Due delle più famose opere che gli sono state erroneamente attribuite sono il trittico del Buisson Ardent ("Roveto ardente"), nella cattedrale di Aix-en-Provence, che mostra i ritratti di Renato e della sua seconda moglie Jeanne de Laval, e un Libro delle ore miniato, conservato nella Biblioteca nazionale di Francia a Parigi.
Tra gli altri letterati che frequentavano la sua corte ci fu Antoine de la Sale, che fu tutore di suo figlio, il duca di Calabria. Renato inoltre incoraggiò la rappresentazione di drammi biblici e nel 1462, durante la rappresentazione del mistero della Passione a Saumur, egli scontò quattro anni di tasse alla città; la rappresentazione della Passione ad Angers fu eseguita con la sua sponsorizzazione. Scambiò versi con il suo parente, il poeta Carlo di Valois-Orléans. Il migliore dei suoi poemi è Regnault et Jeanneton, che rappresenta il suo corteggiamento di Jeanne de Laval. Le Livre des tournois, un libro di cerimoniali e il romanzo allegorico Conquests qu'un chevalier nomme le Coeur d'amour espris feist d'une dame appelee Doulce Mercy, con altri lavori a lui attribuiti, furono forse dettati ai suoi segretari o perlomeno compilati sotto la sua direzione.
Alcuni documenti attestano la presenza del compositore Josquin des Prez alla corte di Renato d'Angiò, dove forse rimase dalla fine del 1475 al 1480 col ruolo di "Camaracensis diocesis clericus et cantor capelle".

## Discendenza
Renato si sposò due volte, ma ebbe figli solo dalla prima moglie.
In prime nozze, nel 1420, Renato sposò Isabella di Lorena (1410 – 1453), e da lei ebbe dieci figli:
- Giovanni II di Lorena (1425–1470);
- Luigi d'Angiò (1427 – 1443), Marchese di Pont-à-Mousson;
- Nicola (1428 – 1430);
- Iolanda di Lorena (1428 – 1483), sposata nel 1445 a Nancy con Federico II, conte di Vaudémont;
- Margherita (1429 – 1482), sposata con Enrico VI d'Inghilterra;
- Carlo (1431 – 1432);
- Isabella (1432 - 1441);
- Enrico (1434 - 1466), sposato con Giovanna di Messina
- Luisa (1436 – 1438);
- Anna (1437 – 1450).

In seconde nozze, il 10 settembre 1454, Renato sposò Jeanne de Laval (1433 – 1498), ma da lei non ebbe alcun figlio.
Renato ebbe anche diversi figli illegittimi:
- Giovanni, bastardo d'Angiò (morto nel 1536), marchese di Pont-à-Mousson, sposato nel 1500 a Margherita di Glandeves-Faucon;
- Giovanna Bianca (morta nel 1470), signora di Mirebeau, sposata a Parigi nel 1467 con Bertrand de Beauvau (morto nel 1474);
- Maddalena (morta dopo il 1515), contessa di Montferrand (dopo il 1515), sposata a Tours nel 1496 con Louis Jean, signore di Bellenaves;
- Renato;
- Francesco.

## Ascendenza
|                      |                      |                        | Genitori                   |  |  | Nonni |  |  | Bisnonni               |  |  | Trisnonni             |  |
|                      |                      |                        |                            |  |  |       |  |  | Giovanni II di Francia |  |  | Filippo VI di Francia |  |
|                      |                      |                        |                            |  |  |       |  |  | Giovanni II di Francia |  |  | Filippo VI di Francia |  |
|                      |                      | Giovanna di Borgogna   |                            |  |  |       |  |  | Giovanni II di Francia |  |  |                       |  |
| Luigi I d'Angiò      |                      |                        |                            |  |  |       |  |  | Giovanni II di Francia |  |  |                       |  |
|                      |                      | Bona di Lussemburgo    | Giovanni I di Boemia       |  |  |       |  |  |                        |  |  |                       |  |
|                      |                      | Bona di Lussemburgo    | Giovanni I di Boemia       |  |  |       |  |  |                        |  |  |                       |  |
|                      |                      | Bona di Lussemburgo    | Elisabetta di Boemia       |  |  |       |  |  |                        |  |  |                       |  |
| Luigi II d'Angiò     |                      | Bona di Lussemburgo    |                            |  |  |       |  |  |                        |  |  |                       |  |
|                      |                      | Carlo di Blois         | Guido I di Blois-Châtillon |  |  |       |  |  |                        |  |  |                       |  |
|                      |                      | Carlo di Blois         | Guido I di Blois-Châtillon |  |  |       |  |  |                        |  |  |                       |  |
|                      |                      | Carlo di Blois         | Margherita di Valois       |  |  |       |  |  |                        |  |  |                       |  |
| Maria di Blois       |                      | Carlo di Blois         |                            |  |  |       |  |  |                        |  |  |                       |  |
|                      |                      | Giovanna di Penthièvre | Guido di Penthièvre        |  |  |       |  |  |                        |  |  |                       |  |
|                      |                      | Giovanna di Penthièvre | Guido di Penthièvre        |  |  |       |  |  |                        |  |  |                       |  |
|                      |                      | Giovanna di Penthièvre | Giovanna d'Avaugour        |  |  |       |  |  |                        |  |  |                       |  |
| Renato d'Angiò       |                      | Giovanna di Penthièvre |                            |  |  |       |  |  |                        |  |  |                       |  |
|                      | Pietro IV di Aragona | Alfonso IV d'Aragona   |                            |  |  |       |  |  |                        |  |  |                       |  |
|                      | Pietro IV di Aragona | Alfonso IV d'Aragona   |                            |  |  |       |  |  |                        |  |  |                       |  |
|                      | Pietro IV di Aragona | Teresa di Entenza      |                            |  |  |       |  |  |                        |  |  |                       |  |
| Giovanni I d'Aragona | Pietro IV di Aragona |                        |                            |  |  |       |  |  |                        |  |  |                       |  |
|                      |                      | Eleonora di Sicilia    | Pietro II di Sicilia       |  |  |       |  |  |                        |  |  |                       |  |
|                      |                      | Eleonora di Sicilia    | Pietro II di Sicilia       |  |  |       |  |  |                        |  |  |                       |  |
|                      |                      | Eleonora di Sicilia    | Elisabetta di Carinzia     |  |  |       |  |  |                        |  |  |                       |  |
| Iolanda di Aragona   |                      | Eleonora di Sicilia    |                            |  |  |       |  |  |                        |  |  |                       |  |
|                      |                      | Roberto I di Bar       | Enrico IV di Bar           |  |  |       |  |  |                        |  |  |                       |  |
|                      |                      | Roberto I di Bar       | Enrico IV di Bar           |  |  |       |  |  |                        |  |  |                       |  |
|                      |                      | Roberto I di Bar       | Iolanda di Dampierre       |  |  |       |  |  |                        |  |  |                       |  |
| Iolanda di Bar       |                      | Roberto I di Bar       |                            |  |  |       |  |  |                        |  |  |                       |  |
|                      |                      | Maria di Valois        | Giovanni II di Francia     |  |  |       |  |  |                        |  |  |                       |  |
|                      |                      | Maria di Valois        | Giovanni II di Francia     |  |  |       |  |  |                        |  |  |                       |  |
|                      |                      | Maria di Valois        | Bona di Lussemburgo        |  |  |       |  |  |                        |  |  |                       |  |
|                      |                      | Maria di Valois        |                            |  |  |       |  |  |                        |  |  |                       |  |

## Nella letteratura
- Renato compare con il nome di Reignier nel dramma storico di William Shakespeare, Enrico VI.

## Galleria d'immagini
Renato d'Angiò fu mecenate delle arti, molteplici sono le miniature e le tavole che sono state realizzate sotto il suo regno, di seguito alcune capolavori realizzati tra il ducato d'Anjou e il Regno di Napoli.

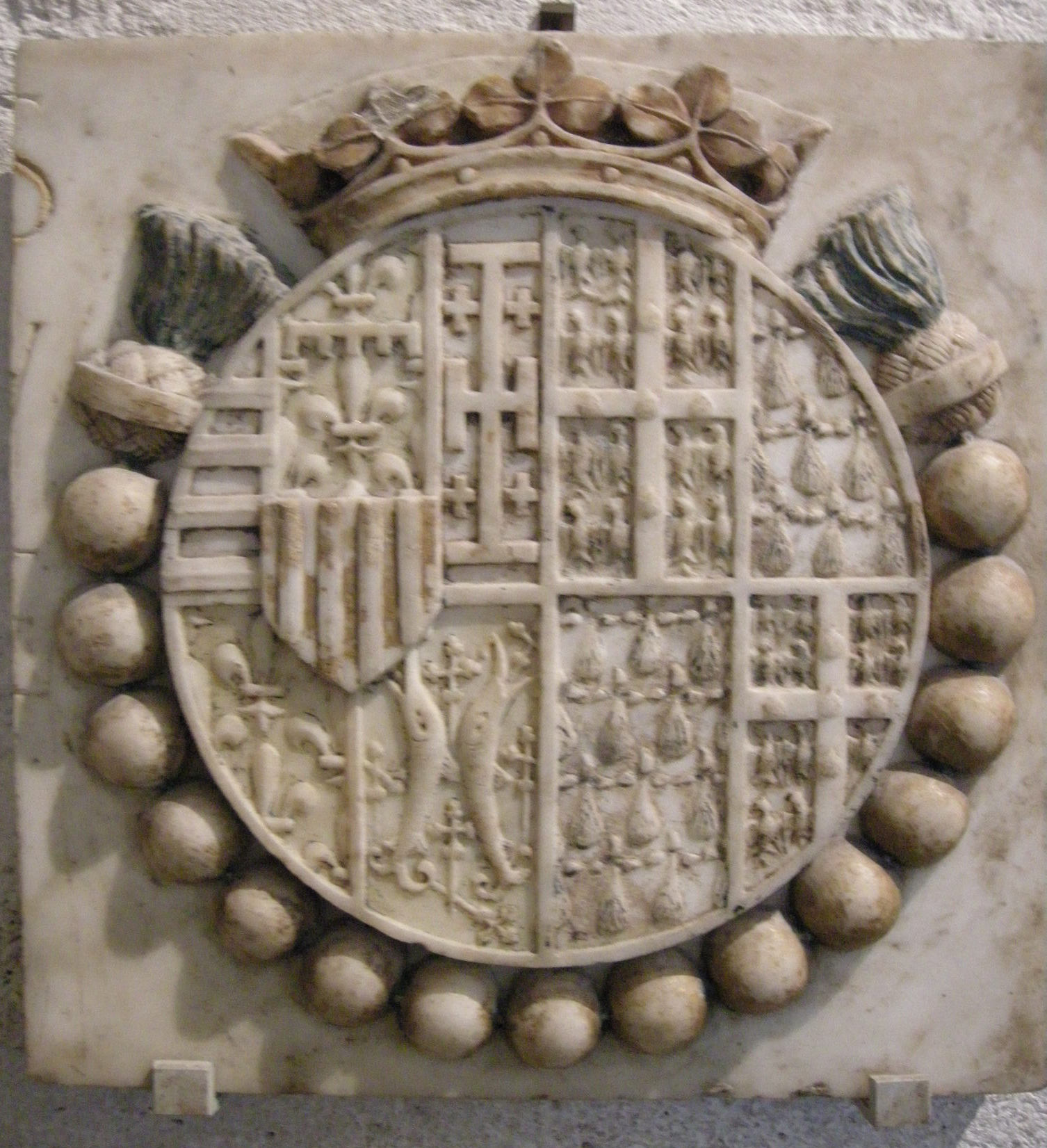
Bottega di Francesco Laurana, stemma di Renato d'Angiò e di Jeanne de Laval
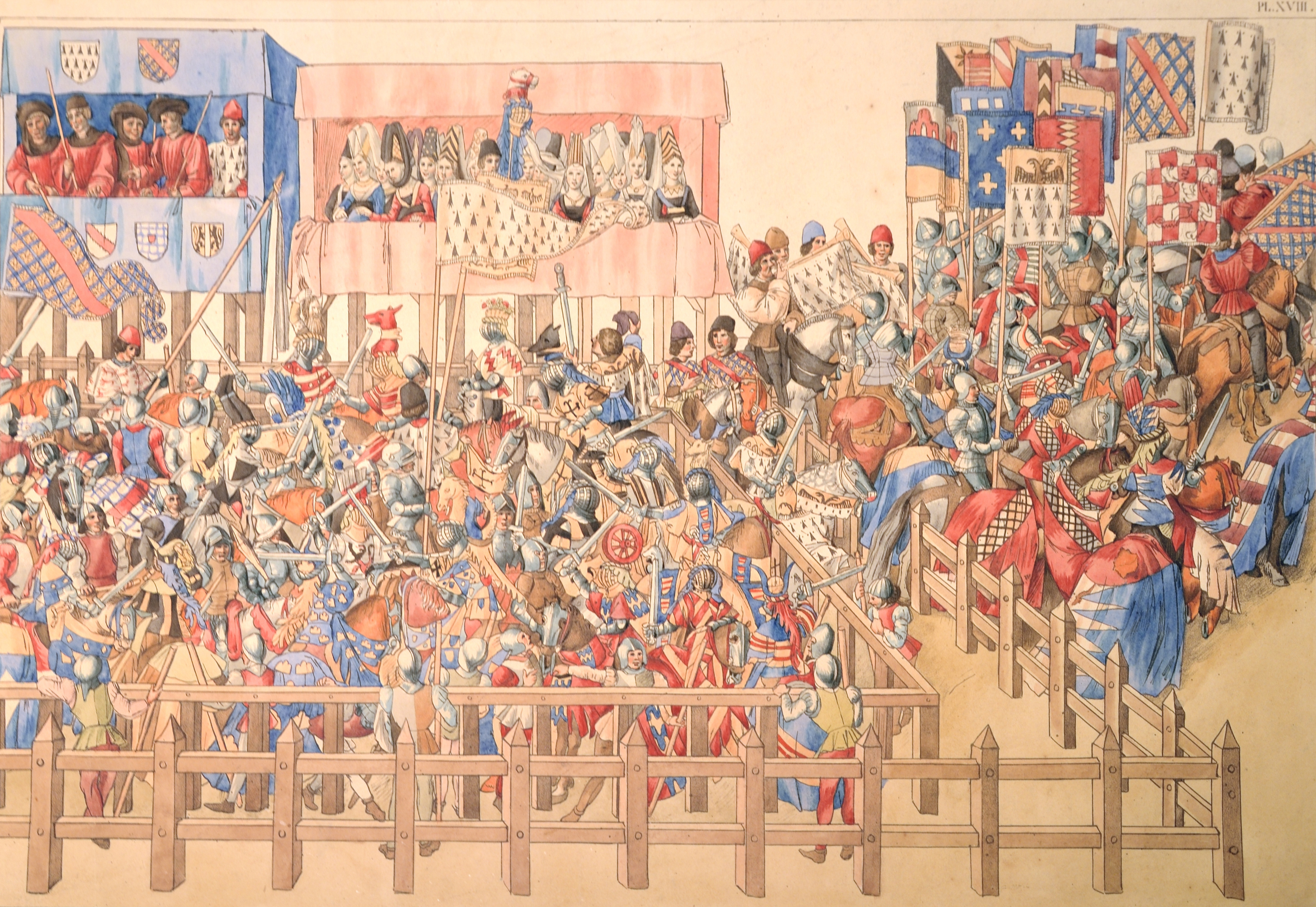
Miniatura tratta dal Libro dei tornei di Renato d'Angiò
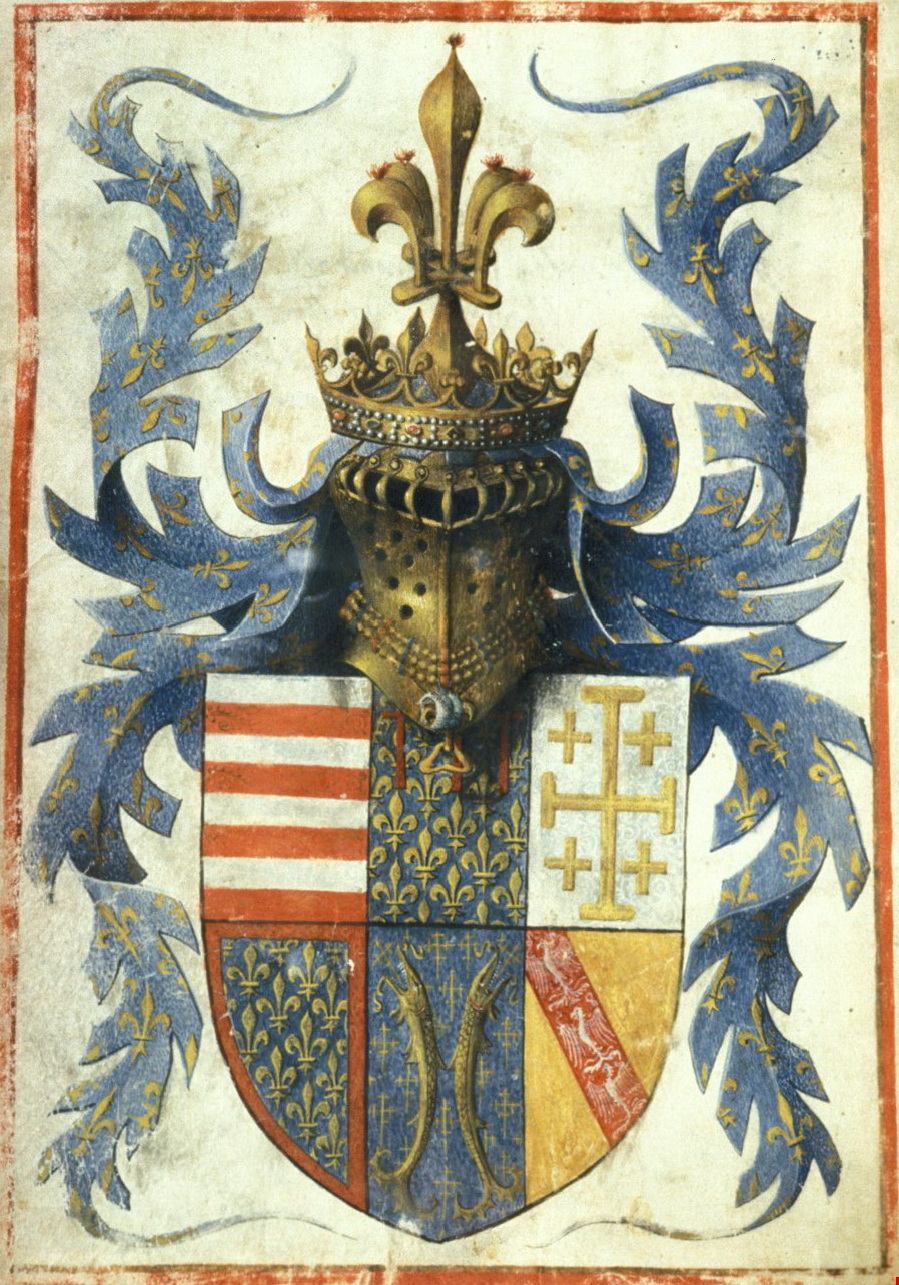
Stemma di Renato d'Angiò
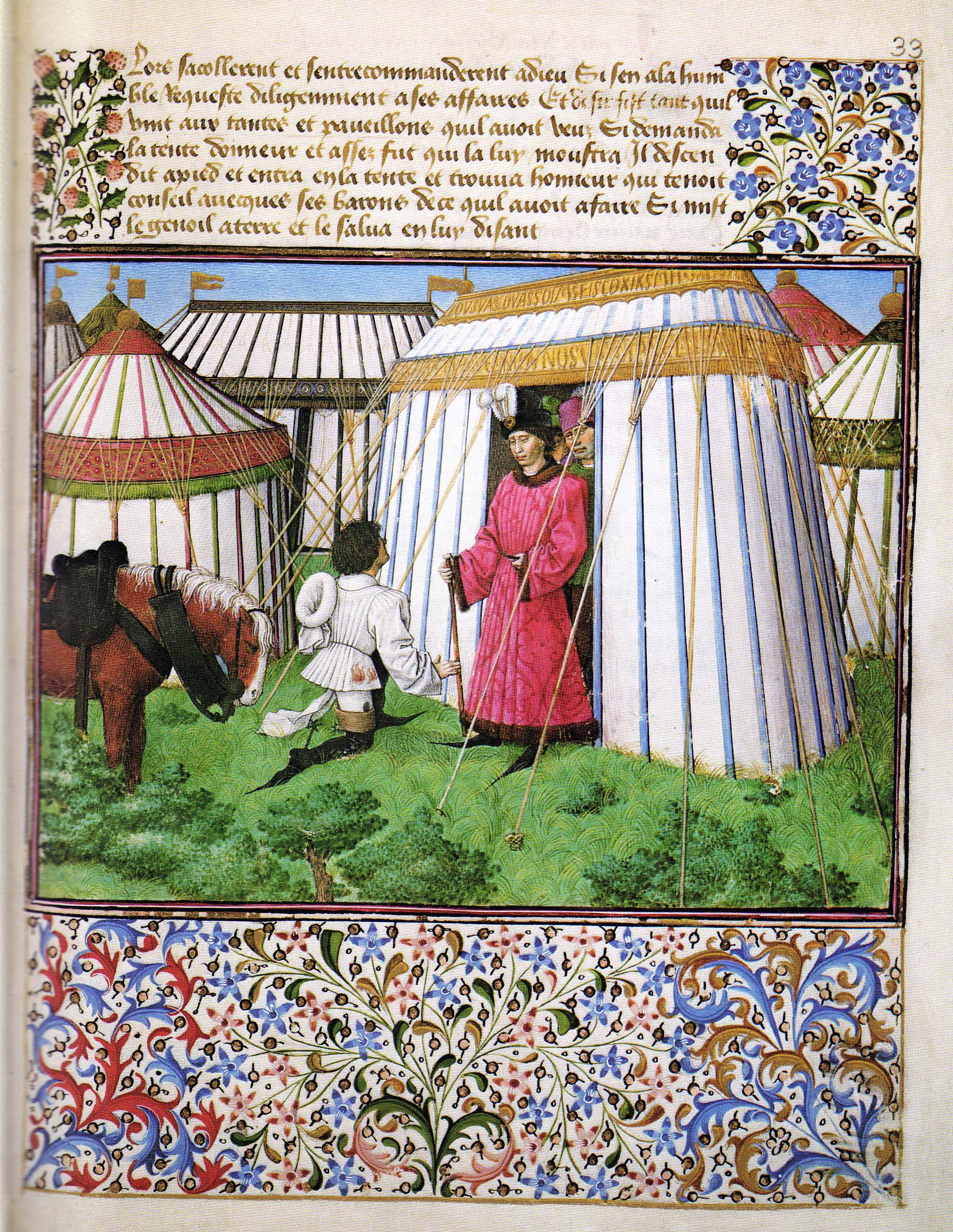
Le Livre du cœur d'amour épris
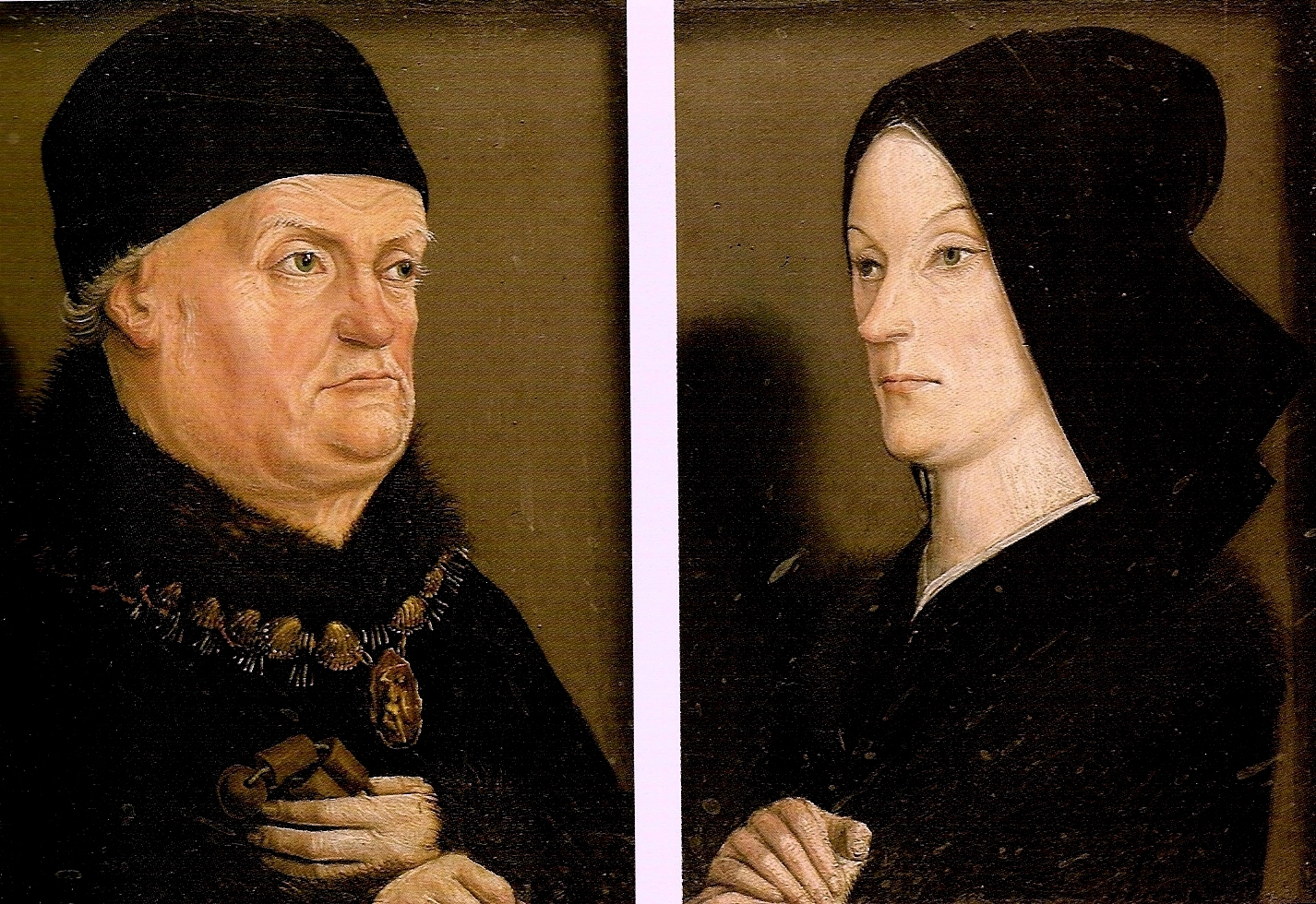
Il re Renato d'Angiò e la regina Jeanne de Laval
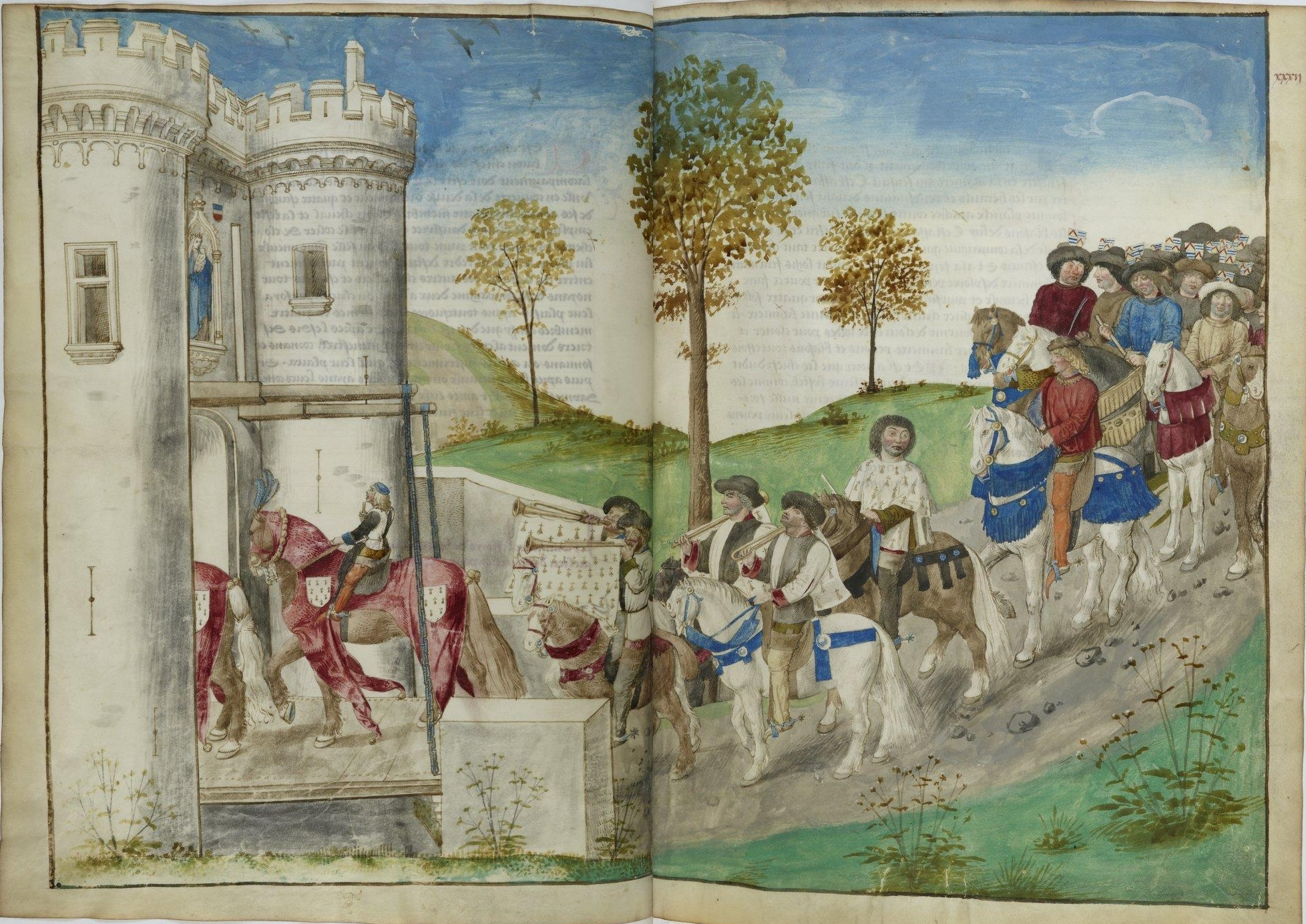
Un'altra illustrazione dal libro scritto da Renato d'Angiò per illustrare il funzionamento dei tornei
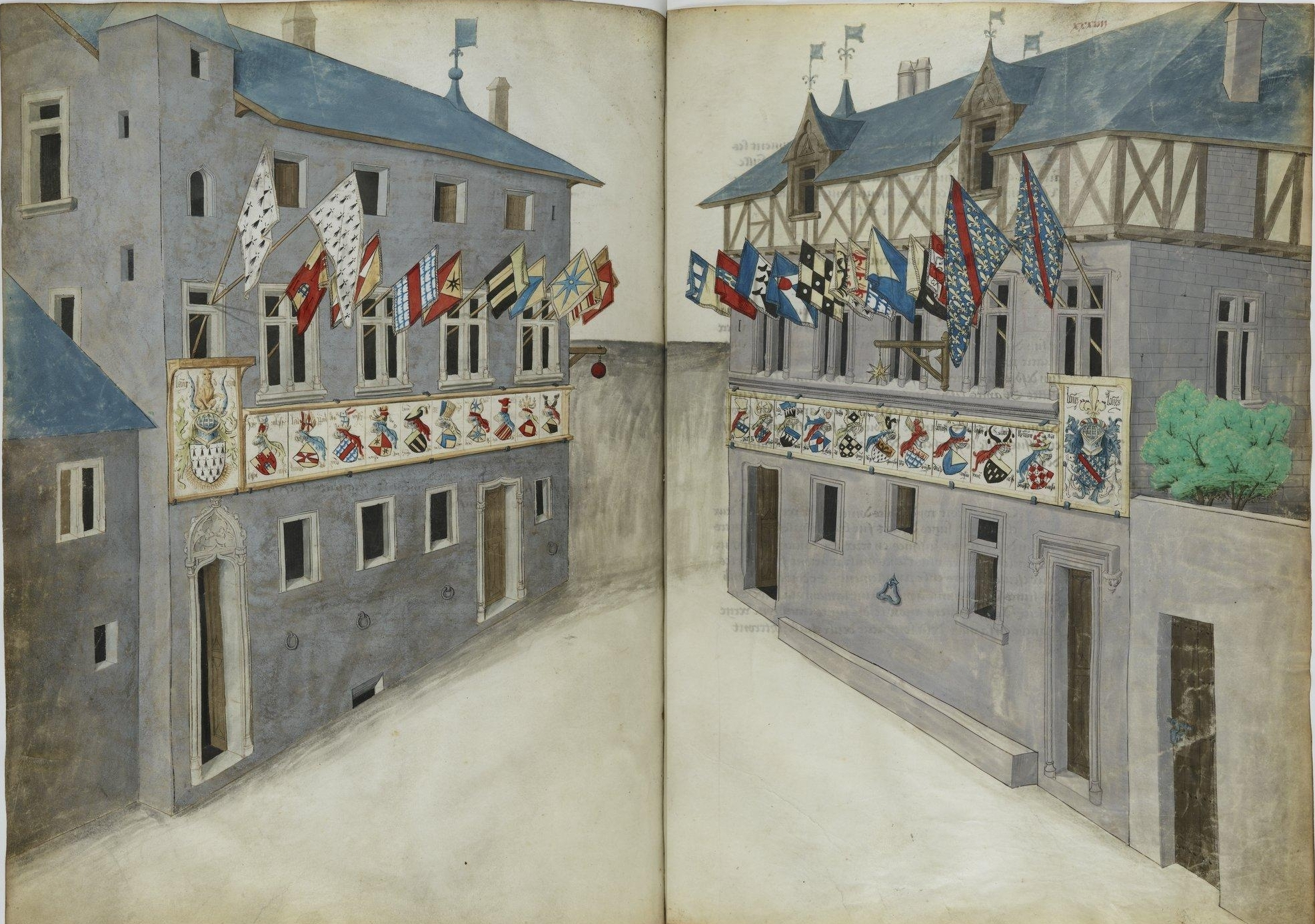
Miniatura tratta dal libro dei Tornei di Renato d'Angiò
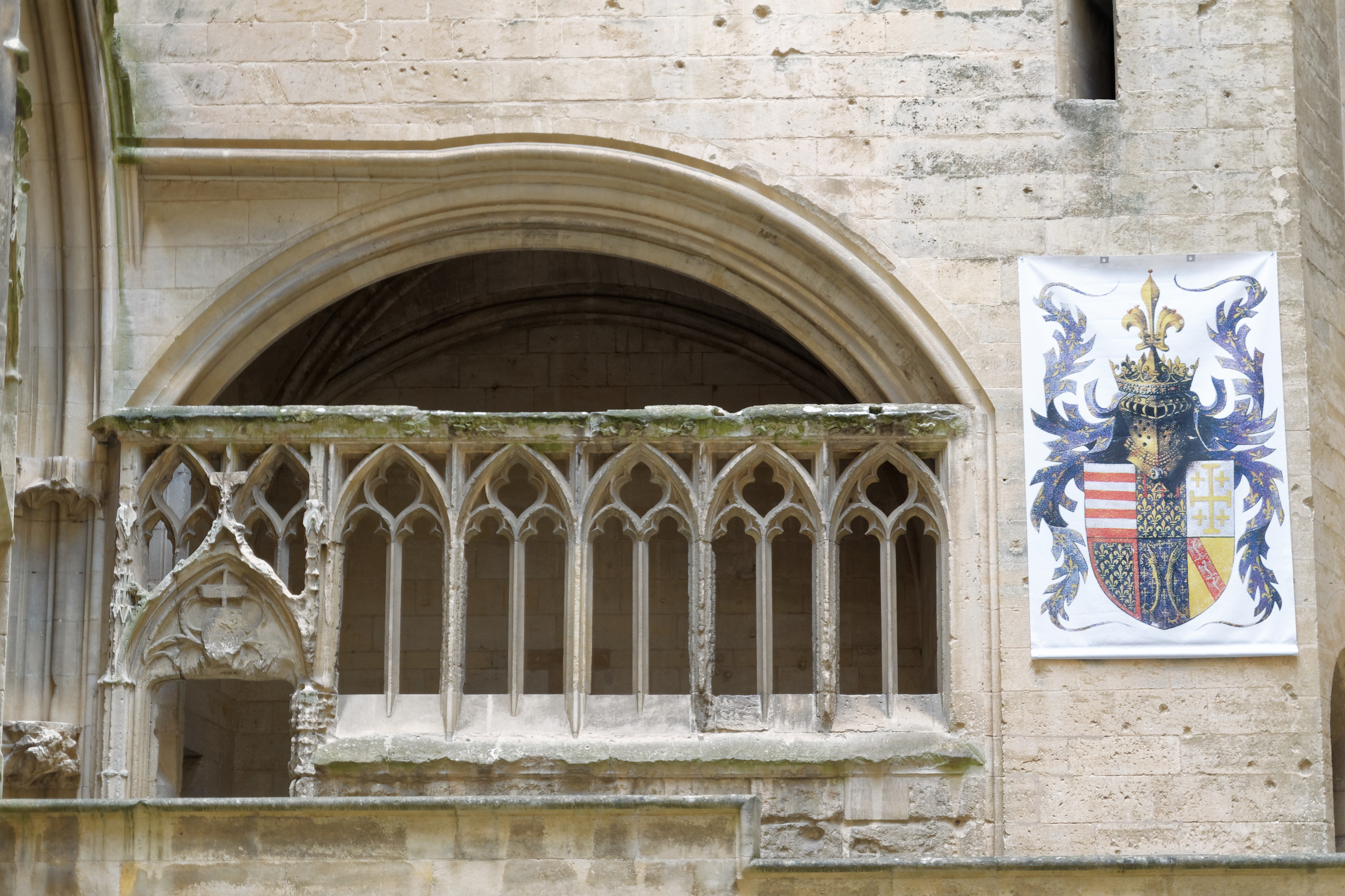
Dettaglio del Castello di Tarascona

### Armoriale

1420 – 1434 Composizione dello stemma del ramo dei Valois-Angiò (in alto a sinistra e in basso a destra), di quello del Ducato di Bar (in alto a destra e in basso a sinistra) e del Ducato di Lorena (scudo sovrapposto)
1434 – 1443 Designato erede al trono di Napoli, vengono aggiunti gli stemmi del Regno di Ungheria, del Regno di Napoli e del Regno di Gerusalemme. Stemma utilizzato come Re di Napoli dal 1435
1443 – 1453 Vengono aggiunte le armi della Corona d'Aragona (scudo sovrapposto)
1453 – 1470 Vengono tolte le armi della Lorena, in quanto sua moglie Isabella morì e il titolo passò al figlio Giovanni II
1470 – 1480 Lo stemma dei Valois-Angiò viene sostituito con le armi moderne del Ducato d'Angiò (scudo sovrapposto)